# Доул, Элизабет
Мэри Элизабет Александер Хэнфорд Доул (англ. Mary Elizabeth Alexander Hanford Dole; род. 29 июля 1936) — американский политический и государственный деятель, сенатор США от штата Северная Каролина с 2003 по 2009 год, член Республиканской партии.

## Биография
Окончила Университет Дьюка (1958). Получила степень в области образования (1960) и также степень в области права (1965) в Гарвардском университете.
Министр транспорта США (1983—1987); Министр труда США (1989—1990)
В 1991—1999 годах возглавляла американский Красный Крест.
Во время президентских выборов 2000 года номинировалась вслед за Дж. Бушем от Республиканской партии, но сняла свою кандидатуру по причине нехватки средств на предвыборную кампанию.
С 1975 по 2021 год была замужем за бывшим сенатором от Канзаса и кандидатом в президенты на выборах-1996 Бобом Доулом (1923-2021).

## Награды
В 1995 году Элизабет Доул стала членом Национального зала славы женщин. В 2014 году Доул вошла в Общество перемен в мире Университета Индиана Уэслеана за заслуги в оказании гуманитарной общественной помощи.